# Puppy in My Pocket
Puppy in My Pocket: Adventures in Pocketville é uma série de animação italiana de aventura e fantasia baseada nos brinquedos populares. Nela mostra as aventuras da Flo (Kate/Katie em Inglês e Português) e Magic que deverá ajudar os filhotes de Pocketville a fazer o seu caminho de volta às crianças do mundo real e tentar capturar a Princesa Ava, que foi transferida para o mundo real por sua irmã, Eva, e manda-lá de volta para Pocketville. Esta série de desenho animado, foi dirigida por Mark Hanna, que também fornece a voz para Magic, no estúdio Cinecittà localizado em Roma, Itália. Foi produzida por Giochi Preziosi, MEG Entertainment Group, e Mondo TV, e distribuída por Turner Broadcasting System. A série estreou em Portugal pela SIC K em 18 de fevereiro de 2012. Depois, deu na SIC.

## Enredo
Pocketville é um sítio não muito distante mas que até agora tinha sido mantido sob absoluto sigilo que vais agora ser descoberto na nova série. Está lançado o mote para o Poppy in my Pocket!
Vais encontrar todas as espécies de animais que conheces bem como outras cuja existência sob a forma de lendas e dos contos de fadas. Todas elas são reais e tem aqui lugar, num reino liderado pela Princesa Ava, uma gata que é por todos adorada. A missão desta é escolher escrupulosamente as crianças a quem serão entregues os animais deste reino. Quando nada o fazia prever esta troca o seu lugar com Kate, uma miúda que esperava ansiosa pelo seu novo amigo. Ambas terão agora que lidar com um obstáculo enorme: Kate é por agora a guardiã do reino e terá que o manter em segurança face à mal intencionada Eva, a irmã gémea de Ava que quer assumir o trono; Por outro lado Ava terá que aprender a viver na sua nova realidade.
Uma série para quem acredita que podemos ver muito além daquilo que olhamos!

## Personagens

### Protagonistas
- Katie (Flo): Kate é uma menina de 10 anos de idade. Suas roupas mudam sempre que ela e Magic vão e voltam de Pocketville para a cidade grande. Com a Amizade Verdadeira do Coração (Friendship Heart), ela é capaz de entender os animais. No final, ela com seu coração puro permite que a Princesa Ava transforme a Amizade Verdadeira do Coração e a Fonte Mágica, para que ela e Magic possam visitar o Reino Pocket na hora que eles quiserem. Dublada por Stephanie Sheh.
- Magic: Katie um puppy pastor-alemão, seu nome original era Oristolfo. Dublado por Mark Hanna.
- Princesa Ami (Ava): Uma gata Siamesa, ela é a governante de Pocketville. Até o final, a Princesa Ami retorna ao Reino Pocket, graças a Katie e Magic. De acordo com Petbuster, a Princesa Ami é uma feles aulicus. Dublada por Prudence Alcott.
- Guardas Reais: Uma equipe de dois filhotes de cachorro e dois gatos que servem a Princesa Ami, e ajudam Katie e Magic contra Ima e seus servos. Cada um são treinados por um cordeiro chamado Steel Wool.
  - William: Um puppy Golden retriever que parece ser o líder dos Guardas Reais. Dublado por Sam Gold.
  - Ciro (Danny): Um puppy Mastim napolitano que é um membro da Guarda Real. Principalmente serve como alívio cômico. Dublado por Richard Epcar.
  - Balloon: Um gatinho branco e cinza que é um membro da Guarda Real. Normalmente, às vezes, é capaz de encontrar gotas mágicas. Dublado por Haviland Stillwell.
  - Mela: Uma gata de chita que também faz parte da Guarda Real. Dublada por Katie Leigh.
  - Guardas Alados: Uma equipe de águias que servem como reconhecimento das aéreas para o Reino Pocket.
- Evershell: Uma tartaruga sábia, ele ajuda Katie, Magic e os Guardas Reais através dos vários enigmas que ele diz pra eles. Um parente distante dele, Slowpoke, foi um dos muitos animais que Kate e Magic ajudaram para que uma menina ganhasse um novo animal de estimação.
- Spot (Wallace): Um filhote de cachorro de rua Schnoodle com um sotaque escocês, que ajuda a Princesa Ami nas ruas. Ele também parece ser um Terrier escocês. Até o final, a Princesa Ami oferece um lugar nos Guardas Reais, mas ele recusa. Dublado por Phil Lollar.
- Koty: Um coala tagarela que atua como secretário responsável do salão do reino de registros.
- Holiday: Um galo que dá A Princesa Ami uma nova coleira nova no final.
- Peter: O pai de Katie.
- Maria: A mãe de Katie. Durante a maior parte da temporada, ela está trabalhando em outro lugar.

### Antagonistas
- Ima (Eva): Siamesa. Irmã malvada da Princesa Ami que quer governar Pocketville. Ela tenta roubar a Amizade Verdadeira do Coração de Katie. Seu esconderijo é o sempre Pântano Cinza. Dublada por Rebecca Forstadt.
- Zull e Gort: Um Rottweiler e pitbull, respectivamente. Dois filhotes de cachorro que servem como subalternos de Ima. Fiel ao seu papel, eles não são muito brilhante e muitas vezes atrapalham. Zull é dublado por Richard Epcar, e Gort é dublado por Aaron Albertus.
- Krakia: Um corvo que serve como reconhecimento aéreo da Ima. Através do Ritual da Inimizade , Krakia é capaz de ir para a cidade grande. Dublado por Katherine Wilson.
- Durilla: Um crocodilo fêmea. Ela é avisada por Ima para ser a resposta dos vilões para Evershell. É Durillia que explica a Ima sobre o Ritual da Inimizade, que é realizada no Vale de Ninguém.
- O Petbuster: O principal antagonista humano, ele é descrito por Wallace como o humano mais cruel de todos. Ele captura animais e ilegalmente os revende em leilões. No final, ele captura Ima no lugar de Ami, alegando que, enquanto não era o que ele estava procurando por ela que iria fazer.